# 荻野仁美
荻野 仁美（おぎの ひとみ、1987年〈昭和62年〉11月22日 - ）は、ジョイスタッフ所属のフリーアナウンサー。元西日本放送、元WOWOWのアナウンサー。

## 人物
埼玉県出身、身長148cm。血液型B型。
東京アナウンスセミナーで学び、共立女子大学卒業後の2010年西日本放送に入社。同期は小御門千絵。2015年3月末をもって西日本放送を退社。2015年4月にWOWOWへアナウンサーとして入社、2019年3月に退社。
2021年7月16日から2022年3月27日までテレビ埼玉にて、同局アナウンサー、同じ事務所所属の宮田愛子の産休に伴う代役を務めていた。
2021年11月22日の誕生日に、兼ねてから付き合っていた男性と結婚した事を自身のTwitterで公表した。

## 現在の出演番組
- よじごじDays（テレビ東京、2019年4月18日 - ）リポーター
- YOKOHAMA My Choice!（FMヨコハマ、2019年8月 - ）[7]
- ボートレースウィークリー(アシスタント JLC YouTube)[8]
- ダンス！華麗なる闘い(J SPORTS)

## 過去の出演番組
西日本放送時代
- RNC news every.天気コーナー(レギュラー)
- ドリーマーズ
- Doki（いずれもテレビ）
- 気ままにラジオ 雨の日晴れの日曇りの日ラジオカー火曜（ラジオ）
- RNC news every.おうちdeレストラン（コーナー担当、毎週水曜）
- シアワセ気分!（レギュラー）
- ZIP!（不定期、ZIP!MAPPINGコーナー、西日本放送担当）
- every.フライデー (レギュラー)

WOWOW時代
- 死の臓器（ドラマ、アナウンサー役で出演）
- UFC－究極格闘技－（番組MC）
- オフビート＆JAZZ（番組MC）
- エキサイトマッチ〜世界プロボクシング（吉年愛梨不在時に代理でアシスタントを務めた）
- リーガダイジェスト!（番組アシスタント）
- テニス グランドスラム（番組アシスタント）

フリーアナウンサー時代
- 令和2年度埼玉県公立高校入試解答速報（テレビ埼玉、2020年2月28日）司会[9]
- ニュース545（テレビ埼玉、2021年7月16日 - 2022年3月25日）キャスター[注 1]
- ニュース930plus（テレビ埼玉、2021年7月16日 - 2022年3月25日）キャスター[注 1]
- ウィークエンドニュース サタデー・サンデー（テレビ埼玉、2021年7月17日 - 2022年3月27日）キャスター[注 1]

その他
- 第73回早慶ダンスフェスティバル(司会、2022年12月25日 Ebis303)[11]
- 昼から生騒ぎ！超・交流戦 ～セ・パ出身OBが試合観ながら話します(MC、パリーグTV)[12][13]